# Dorival Júnior
Dorival Silvestre Júnior (Araraquara, São Paulo; 25 d'abril de 1962) és un entrenador i exjugador de futbol brasiler que va jugar com a migcampista defensiu. És l'actual entrenador del Flamengo.

## Carrera com a jugador
Conegut només com a Júnior durant els seus dies de joc, va néixer a Araraquara, São Paulo, i va debutar com a sènior amb l'Ferroviária de la seva ciutat el 1982. Dos anys més tard, després d'una breu estada al Marília, es va traslladar al Guaraní.
L'any 1985, el Júnior va començar a jugar a l'estat de Santa Catarina, primer a l'Avaí i després al Joinville. El 1988 va tornar al seu estat natal, representant el São José, però durant el mateix any es va traslladar a Coritiba.
El 1989 el Júnior es va incorporar al Palmeiras, romanent al club fins al 1992. L'any següent va ser venut a Grêmio, i posteriorment es va incorporar a Juventude el 1994.
Júnior va tenir períodes posteriors a Araçatuba, Matonense i Botafogo-SP, i es va retirar amb aquest últim l'any 1999, als 37 anys.

## Carrera com a entrenador
Júnior va començar la seva carrera com a entrenador l'any 2002 amb el seu primer club Ferroviária, després de ser entrenador ajudant al Figueirense. Va deixar el club el maig d'aquell any per tornar al Figueirense, com a director de futbol, però va ser nomenat entrenador del Figueira el setembre de 2003 i va guanyar el Campeonato Catarinense l'any següent. L'any 2005 va ser nomenat gerent de Fortaleza, però va ser destituït el 30 de març.
El mateix any, Júnior va dirigir Criciúma i Juventude. El 2006, va guanyar el Campeonato Pernambucano amb l'Sport Recife i també va dirigir l'Avaí el mateix any abans de deixar el club a l'octubre per fer-se càrrec de AD São Caetano.
El 8 de maig de 2007, després d'impressionar amb els Azulão durant el Campeonato Paulista d'aquell any, el Júnior va ser nomenat entrenador del Cruzeiro. El 3 de desembre, tot i quedar cinquè, va ser acomiadat i posteriorment es va incorporar al Coritiba. Després de no renovar el contracte amb aquest últim, va ser nomenat al capdavant de Vasco da Gama, i va ser ascendit a partir de 2009 a Sèrie B.
El 5 de desembre de 2009, Júnior va ser nomenat gerent del Santos. Després de guanyar notablement el Campeonato Paulista 2010 amb un futbol extremadament ofensiu, amb Neymar, Paulo Henrique Ganso i Robinho com a unitats clau, va ser destituït el 21 de setembre, després d'un conflicte amb Neymar.
Posteriorment, el Júnior va dirigir l'Atlético Mineiro, Internacional, Flamengo, Vasco da Gama, Fluminense i Palmeiras, sense el mateix èxit. El 9 de juliol de 2015 va tornar al Santos, en substitució de Marcelo Fernandes.
Júnior va acabar segon tant a la Copa do Brasil 2015 com al Campeonato Brasileiro Sèrie A 2016, a part de guanyar el Campeonato Paulista 2016. El 4 de juny de 2017, després d'una derrota per 1-0 fora del seu rival, el Corinthians, i amb el club en una mala forma general (només tres punts de dotze), va ser acomiadat.
El 5 de juliol de 2017, Júnior es va fer càrrec del São Paulo, signant un contracte fins a finals de 2018. Va ser acomiadat el 9 de març següent.
Júnior va tornar al Flamengo el 28 de setembre de 2018, sent-ne al capdavant fins a final de temporada. El 27 de desembre de l'any següent, va ser nomenat entrenador de l'Athletic Paranaense.
El 28 d'agost de 2020, Júnior va ser acomiadat per l'Athletic després que el club patís quatre derrotes consecutives, tot i que va ser baixa en tres d'aquestes derrotes després de donar positiu per COVID-19. El 28 de març de 2022, després de més d'un any sense entrenar, va agafar el Ceará també a la primera categoria.
El 10 de juny de 2022, Júnior va deixar Ceará per tornar al Flamengo, en substitució del destituït Paulo Sousa.

## Vida personal
Júnior és nebot de l'exjugador brasiler Dudu. El seu fill, Lucas Silvestre, també és el seu assistent des del 2010.
El setembre de 2019, a Júnior se li va diagnosticar un càncer de pròstata que va eliminar el mes següent.

## Palmarès

### Jugador
Joinville
- Campeonato Catarinense: 1987

Grêmio
- Campeonato Gaúcho: 1993

Juventude
- Campeonato Brasileiro Sèrie B: 1994

### Entrenador
Figueirense
- Campeonato Catarinense: 2004

Sport Recife
- Campeonato Pernambucano: 2006

Coritiba
- Campeonato Paranaense: 2008

Vasco da Gama
- Campeonato Brasileiro Sèrie B: 2009

Santos
- Campeonato Paulista: 2010, 2016
- Copa del Brasil: 2010

Internacional
- Recopa Sudamericana: 2011
- Campeonato Gaúcho: 2012